# رافاييل جوميز
رافائيل «رافا» لورينز غوميز (مواليد 23 مايو 1983 في أليكانتي، فالنسيا) هو لاعب كرة قدم إسباني، يلعب لنادي باداخوث كمهاجم.

## وصلات خارجية
- رافاييل جوميز على موقع قاعدة بيانات كرة القدم.إي يو (الإنجليزية)
- رافاييل جوميز على موقع Soccerway.com (الإنجليزية)

- Alcoyano official profile (بالإسبانية)
- BDFutbol profile
- Futbolme profile
- Transfermarkt profile